# Gerichtsfilm
Als Gerichtsfilm, Gerichtsdrama oder Justizdrama bezeichnet man Spielfilme, die Gerichtsverhandlungen  zum Thema haben.  Meistens werden Kapitalverbrechen thematisiert, um die Dramatik eines unvorhergesehenen Verhandlungsverlaufs und die Spannungsfelder von Recht und Gerechtigkeit oder von Lüge und Wahrheit effektiv filmisch umsetzen zu können. Der Gerichtsfilm ist aufgrund der Besonderheiten des US-amerikanischen Rechtssystems, das den Akteuren oft größere Souveränität gewährt und damit dramatische Wendungen eher plausibel werden lässt, vorwiegend im Kino der Vereinigten Staaten beheimatet.

## Geschichte
Erste Beispiele des Gerichtsfilms gibt es bereits in der Stummfilmära: Als einer der Meilensteine der Filmgeschichte gilt Die Passion der Jungfrau von Orléans (1928). Aufgrund der starken Dialogorientierung des Gerichtsfilms wird er allerdings als eigenständiges Genre erst nach Einführung des Tonfilms verortet. Propagandistisch eingesetzt wurde der Gerichtsfilm in der Zeit des Nationalsozialismus in Filmen wie Sensationsprozeß Casilla (1939) und Venus vor Gericht (1941). Eine Blütezeit erlebte der Gerichtsfilm Ende der 1950er Jahre mit Filmen wie Die zwölf Geschworenen (Sidney Lumet, 1957), Zeugin der Anklage (Billy Wilder, 1958), Wer den Wind sät (Stanley Kramer, 1959), Anatomie eines Mordes (Otto Preminger, 1959), Urteil von Nürnberg (Stanley Kramer, 1961) und Wer die Nachtigall stört (Alan J. Pakula, 1962). Gerichtsfilme waren als Vehikel des Starsystems beliebt, da die filmtragenden Schauspieler im reduzierten Umfeld des Gerichtssaals ausdrucksstark agieren konnten. Da Gerichtsfilme vergleichsweise kostengünstig zu produzieren waren, stieg die Anzahl an Gerichtsfilmen bis in die 1990er Jahre weiterhin an. Ein Justizdrama mit Elementen eines Gruselfilms stellt der Horrorfilm Der Exorzismus von Emily Rose von 2005 dar, in dem ein Pfarrer vor Gericht steht, der eine junge Studentin durch eine falsch angewendete Dämonenaustreibung fahrlässig getötet haben soll. Mit dem Fall der West Memphis Three beschäftigt sich die Verfilmung Devil’s Knot – Im Schatten der Wahrheit von 2013.

## Motivik und Inszenierung
Die Spielhandlung eines Gerichtsfilms erstreckt sich im Normalfall über den kompletten Verlauf eines Prozesses bis hin zur Urteilsverkündung. Die spannungstragenden Elemente können dabei vielfältig sein: unbekannte Zeugen tauchen auf, Geschworene beraten sich über lange Zeit oder neues Beweismaterial wird in letzter Minute geliefert. Übergeordnete Themen des Gerichtsfilms sind ethische Fragen wie die Kluft zwischen Rechtsempfinden und Rechtslage. Oft steht der Angeklagte dem Justizsystem, einem übermächtigen Prozessgegner oder einer vorurteilsbehafteten Öffentlichkeit anfangs scheinbar ohnmächtig gegenüber und muss sich im Laufe des Films mit seinem Mut bewähren.
Die Bildgestaltung in den Gerichtsszenen ist geprägt von halbnahen Einstellungen, um den Personen in den räumlichen Begrenzungen des Gerichtssaals ausreichend Spiel- und Ausdrucksmöglichkeiten zu geben. Gestaltungsmittel wie der Reaction Shot werden häufig eingesetzt, um den Zuschauer über den Fortgang der Handlung anhand mimischen Hinweisen in den Gesichtern der Akteure rätseln zu lassen. Die Einheit von Ort, Zeit und Handlung bleibt üblicherweise erhalten.